# Jongste (rang)
De benaming jongste was in gebruik bij de Nederlandse vleetvisserij om de rang van een desbetreffend bemanningslid op een vissersschip aan te geven. De rang liep min of meer in de pas met die van een omtoor op een vissersschip dat destijds de beugvisserij uitoefende.

## Scholing
Een jongste had aan boord een praktijkgerichte leerschool van enkele jaren achter zich. Zoals alle oudere haringvissers was ook een jongste zijn loopbaan begonnen als afhouder. Het volgende stadium was minimaal één jaar later en dat hield de rang van reepschieter in. Na minimaal weer één jaar volgde de rang van jongste. Een tweetal jaren later kon hij de positie bereiken van oudste. Van een dergelijke oudste telde men er onder de bemanning vaak twee.
Aan het eind van de 19e eeuw werd van verschillende zijden door belanghebbenden aangedrongen op een scholing van jongeren die visser wilden worden. Dit onderwijs kreeg duidelijk gestalte in het begin van de 20e eeuw. Voor jeugdige vissers rond de leeftijd van 16 jaar en ouder ontstond de mogelijkheid, zich te bekwamen in de theoretische kanten van de visserij. Met name voor de oudsten die al enkele jaren de zeevisserij in haar praktijk hadden meegemaakt - en intussen de leeftijd hadden bereikt om de materie op waarde te schatten - was zo'n opleiding interessant. Na een aantal jaren varen als matroos en met een diploma op zak was vanaf dan op den duur de rang van stuurman en uiteindelijk zelfs die van schipper bereikbaar.

## Overige bemanning
De jongste vormde samen met ca. 14 anderen de bemanning van het visserschip. Naast de schipper waren er de stuurman, ca. 5 matrozen, van wie een matroos-kok, een jong- of  lichtmatroos,  één oudste (soms twee), een reepschieter en een afhouder. Later kwam er motordrijver of monteur bij.

## Taken jongste
Een jongste voerde samen met de matroos-kok de ingehaalde netten onderdeks de wantruimen in. Het woord want stond voor de verzameling netten. Men kende een wantruim aan bakboord- en een aan stuurboordzijde. In beide ruimen werd een halve vleet ingelaten. Bij het 'schieten' - het uitzetten - van de vleet zorgde de jongste voor de toevoer van de blazen. Verder moest hij tijdens het kaken inmiddels met gekaakte haring gevulde manden naar een plaats brengen waar de haring in een 'warrebak' werd gemengd met zout. Hij moest er tevens lege manden voor in de plaats zetten.   
Tijdens het eten moest de jongste bovendeks blijven om uit te kijken. Hij moest na het eten de ketels waarin aardappels en peulvruchten waren gekookt schoonmaken. Hij zette koffie en bracht deze naar het onderdekse achterin waar de schipper, de stuurman en de motordrijver verbleven. Samen de reepschieter en de afhouder maakte hij de verblijven schoon waarbij de jongste expliciet zorgde voor het aandragen van de met (zee)water gevulde 'puzze', een van een touw voorziene emmer. De afhouder en de reepschieter verrichtten vervolgens het grove boenwerk. 
De jongeren moesten als regel overdag aan dek blijven, weer of geen weer. Omdat de netten 's nachts werden gehaald, gingen de matrozen waar mogelijk overdag nog even te kooi. De jongsten deden daar niet aan mee. Om nu te voorkomen dat zij overmatig veel drukte maakten was overdag hun aanwezigheid in het onderdekse verblijf - het 'voorin' - taboe. Geen van de vijf jongeren - waaronder dus ook de jongste was begrepen - liep wacht. De verantwoordelijkheid daarvoor was te groot. Zo'n verantwoordelijkheid betrof namelijk niet uitsluitend het belang van het vissersvaartuig en zijn bemanning, maar ook dat van hun in zee staande vleet die in elkaar kon draaien, kon worden overvaren of met een andermans vleet worden verward.